# Правлячий архієрей
Правлячий архієрей (єпархіальний архієрей, правлячий єпископ в єпархії) — архієрей, що безпосередньо керує єпархією (єпископією, діоцезом тощо) й володіє усією повнотою єпископської влади за спадкоємністю від святих апостолів. У Православ'ї він є предстоятелем місцевої (помісної) церкви — єпархії, який канонічно керує нею за соборного сприяння кліру й мирян.
В Україні довгий час були тільки правлячі єпископи, але з 17 століття на допомогу греко-католицьким правлячим епископам прийшли вікарні єпископи, чи вікарії. У православній Церкві в Україні вікарії відомі з 18 століття, а з кінця 19 століття їх число сильно зростає: київська єпархія мала чотирьох вікаріїв, а херсонська трьох. З 1917 року на Наддніпрянщині було 10 правлячих єпископів і 22 вікарних.
У різних конфесіях і юрисдикціях правила обрання і функції правлячих архієреїв відрізняються.

## Православна церква
У Православній церкві правлячий єпископ є предстоятелем місцевої (помісної) церкви — єпархії. Він керує нею згідно з канонами за соборного сприяння кліру й мирян.